# Stensnäset och Trummenäs
 Stensnäset och Trummenäs är en tätort i Ramdala distrikt i Karlskrona kommun i Blekinge län. Bebyggelsen ligger söder om Gängletorp och strax sydost om Trummenäs GK.
2010 avgränsade SCB bebyggelse i norra delen till en småort namnsatt till Stensnästet. Denna utökades söderut 2015 och 2018 omfattade den nya småhus än mer söderut och klassades om till en tätort namnsatt till  Stensnäset och Trummenäs.  Stensnäset och Trummenäs har sedan mitten av 00-talet mer eller mindre kommit att växa ihop med Gängletorp. Gränsen mellan de två tätorterna ligger på Trummenäs GK:s golfbana, norr om  Stensnäset och Trummenäs och söder om Gängletorp.

## Befolkningsutveckling
| Befolkningsutvecklingen i Stensnäset/Stensnäset och Trummenäs 2010–2020 | Befolkningsutvecklingen i Stensnäset/Stensnäset och Trummenäs 2010–2020 | Befolkningsutvecklingen i Stensnäset/Stensnäset och Trummenäs 2010–2020 | Befolkningsutvecklingen i Stensnäset/Stensnäset och Trummenäs 2010–2020 | Befolkningsutvecklingen i Stensnäset/Stensnäset och Trummenäs 2010–2020 |
| ----------------------------------------------------------------------- | ----------------------------------------------------------------------- | ----------------------------------------------------------------------- | ----------------------------------------------------------------------- | ----------------------------------------------------------------------- |
|                                                                         |                                                                         |                                                                         |                                                                         |                                                                         |
| År                                                                      |                                                                         |                                                                         | Folkmängd                                                               | Areal (ha)                                                              |
| 2010                                                                    | 2010                                                                    |                                                                         | 110                                                                     | 20#                                                                     |
| 2015                                                                    | 2015                                                                    |                                                                         | 183                                                                     | 49#                                                                     |
| 2020                                                                    | 2020                                                                    |                                                                         | 403                                                                     | 73                                                                      |
| Anm.: # Som småort.                                                     |                                                                         |                                                                         |                                                                         |                                                                         |